# Morbius
Morbius ist ein US-amerikanischer Science-Fiction-Action-Horror-Film von Daniél Espinosa, der ab dem 30. März 2022 weltweit in die Kinos kam (in Deutschland am 31. März 2022), nachdem er ab 2020 mehrfach wegen der COVID-19-Pandemie verschoben wurde. Die Comicverfilmung, basierend auf dem Antihelden Morbius des Marvel-Verlags, ist nach Venom und dessen Fortsetzung Venom: Let There Be Carnage der dritte Spielfilm innerhalb von Sony’s Spider-Man Universe.

## Handlung
Der junge Michael Morbius lebt in Griechenland unter der Obhut von Dr. Emil Nicholas, der seine seltene Blutkrankheit therapieren soll. Als auch der junge Milo in die Einrichtung kommt, freunden sich beide Jungen schnell miteinander an. Da Michael überdurchschnittlich intelligent ist, folgt er dem Rat von Nicholas und zieht nach New York City, wo er fortan eine spezielle Fördereinrichtung besuchen soll. Als sich beide Freunde voneinander verabschieden müssen, verspricht Michael Milo, eines Tages eine Heilung für die Blutkrankheit zu finden.
25 Jahre später ist Michael Morbius einer der renommiertesten Ärzte und Forscher auf dem Gebiet der Hämatologie geworden, hat künstliches Blut erfunden und sollte dafür einen Nobelpreis erhalten, den er jedoch ablehnt. Trotzdem ist er körperlich stark von seiner Krankheit gezeichnet und geht jeder Möglichkeit einer Heilung nach. Als er mit Vampirfledermäusen aus Costa Rica experimentiert, gelingt es ihm, ein Serum zu extrahieren, das bei einer Labormaus Wirkung zeigt. Sich der Illegalität seiner Handlungen bewusst, bittet Michael seine Kollegin Martine Bancroft, ihm auf internationalen Gewässern die Substanz zu verabreichen. Doch das Experiment schlägt fehl: Michael gerät außer Kontrolle und tötet alle Passagiere des Schiffes. Einzig Martine wird verschont, und als Michael wieder bei Sinnen ist, setzt er einen Notruf ab und springt von Bord.
In der Folge stellt Michael eine erhöhte körperliche Leistungsfähigkeit und die Fähigkeit, mit Fledermäusen zu kommunizieren, fest. Allerdings verspürt er fortan auch einen stetigen Durst nach Blut, der zunächst noch mit dem von ihm erschaffenen künstlichen Blut gestillt werden kann. Durch die Einnahme lindern sich seine Symptome für mehrere Stunden, doch die Zeiträume werden stetig kürzer. Aus diesem Grund verbucht Michael seine Entdeckung gegenüber seinem langjährigen Geldgeber Milo auch nicht als Erfolg, doch dieser nimmt insgeheim trotzdem eine Dosis des Mittels ein und wird auch zum Vampir.
Über die Toten auf dem Schiff und die Überlebende Martine Bancroft kommt das FBI rund um Simon Stroud und Alberto Rodriguez den Taten von Michael auf die Schliche. Der renommierte Arzt wird wegen Mordes angeklagt, kann sich allerdings mit der Hilfe von Milo und der Einnahme menschlichen Blutes aus der Haft befreien. Es kommt zur Konfrontation zwischen Michael und Milo, da sich letzterer als evolutionäre Weiterentwicklung des Menschen betrachtet und bereit ist, Menschen zu töten. Michael würde hingegen lieber sterben, ehe aus ihm ein blutrünstiges Monster wird.
Als Nicholas den Taten von Milo auf die Schliche kommt, wird er von diesem getötet. Auch Martine wird von Milo im Kampf gegen Michael als Druckmittel benutzt und schwer verwundet, woraufhin sie in den Armen ihres Freundes stirbt. Milo und Michael bekämpfen sich auf den Dächern von New York, bis letzterer schließlich Fledermäuse zu Hilfe ruft und Milo so überwältigen kann. Nachdem Milo durch Michael vergiftet wurde, erwacht Martine als Vampir wieder zum Leben.
In zwei Mid-Credit-Szenen erscheint Adrian Toomes im Zuge des Zauberspruchs von Doctor Strange in der Welt von Michael Morbius. Da die Behörden in dieser Realität nichts von seinen Verbrechen wissen, wird er aus dem Gefängnis freigelassen. Daraufhin sucht er Michael auf, um zukünftig mit diesem in einem Team aufzutreten.

## Produktion

### Stab und Besetzung

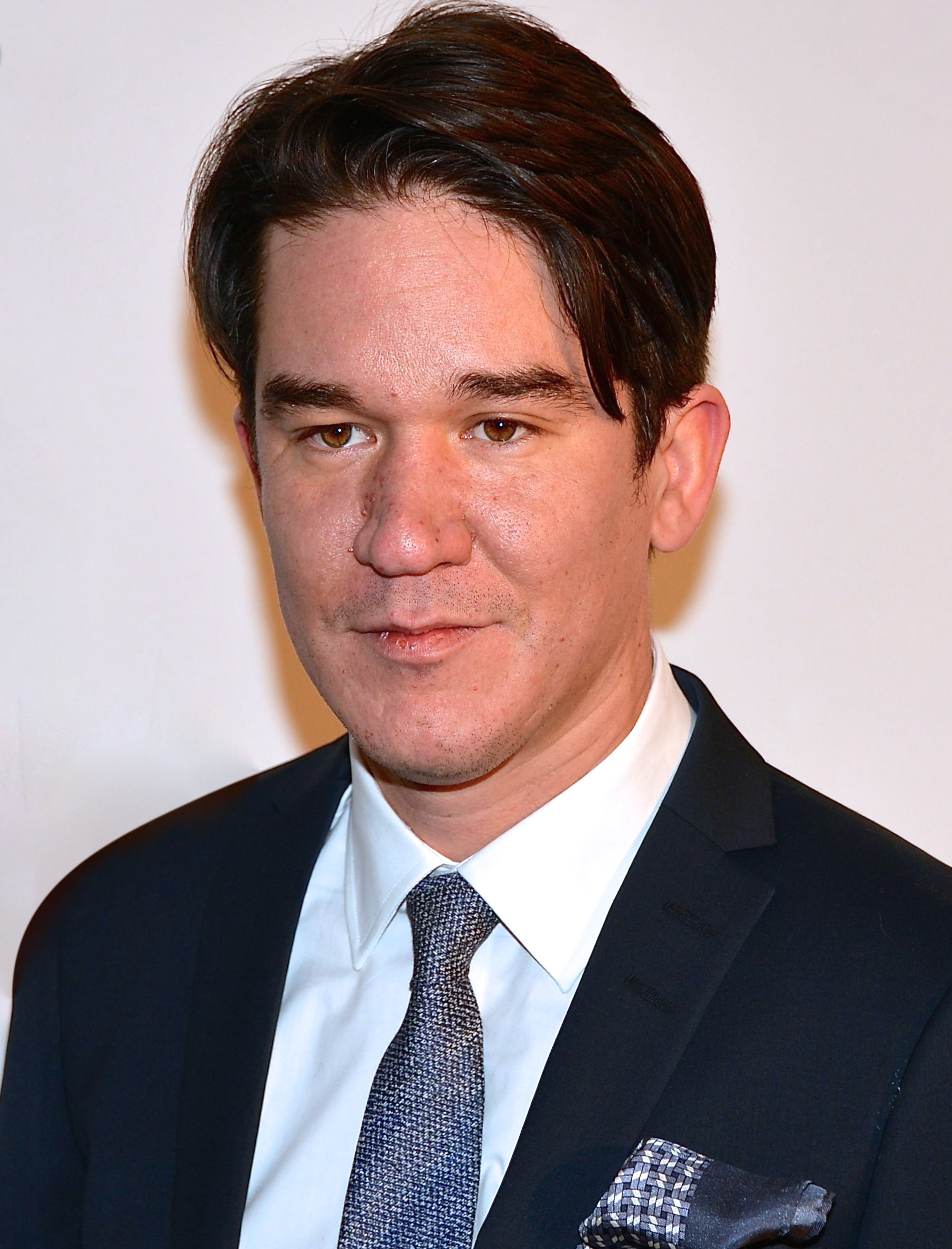
Regisseur Daniél Espinosa

Mitte der 2010er Jahre begann Sony mit der Entwicklung eines eigenen Filmuniversums, bei dem sich die einzelnen Filme rund um Figuren im Zusammenhang mit Spider-Man drehen sollten, an denen man sich Ende der 1990er Jahre die Verfilmungsrechte sicherte. So wurde im November 2017 bekannt, dass die Autoren Matt Sazama und Burk Sharpless, die zuvor bereits den Vampirfilm Dracula Untold geschrieben hatten, ein Drehbuch zu einem Film über Morbius verfasst haben. Neben den beiden waren auch Justin Haythe, Art Marcum und Matt Holloway an der Entwicklung des Skripts beteiligt. Als Produzenten fungierten Avi Arad, Lucas Foster und Matt Tolmach. Im Juni 2018 wurde Daniél Espinosa für den Regieposten verpflichtet. Gleichzeitig wurde bekannt, dass Jared Leto die titelgebende Hauptrolle übernehmen wird, nachdem zuvor noch berichtet wurde, dass man seitens Sony einen männlichen Darsteller zwischen 30 und 37 Jahren suche. Da Leto erst für die Rolle zusagen wollte, bis der Film in die für ihn „richtige Richtung“ gehe, traf er sich selbst mit verschiedenen Regisseuren, so unter anderem mit Espinosa im Mai 2018 in Deutschland. Weitere Gespräche sollen auch mit Antoine Fuqua und F. Gary Gray geführt worden sein. Die Filmmusik wird von Jon Ekstrand komponiert, der zuvor in gleicher Funktion bei sämtlichen Regiearbeiten von Espinosa bis auf Safe House tätig war. Als Filmeditor wurde Pietro Scalia verpflichtet.
Im Dezember 2018 schloss sich Adria Arjona als Morbius’ Verlobte Martine Bancroft der Besetzung an; im Folgemonat Matt Smith. Er soll den Schurken Loxias Crown spielen, der auf dem Mutanten-Bösewicht Crown alias Hunger basiert. Kurz nach Beginn der Dreharbeiten wurde die Beteiligung von Jared Harris und Tyrese Gibson am Film bekannt. Harris soll Morbius’ Mentor verkörpern, während Gibson als Agent Simon Stroud und Al Madrigal als dessen Partner Alberto Rodriguez zu sehen ist. Beide werden die Titelfigur im Auftrag des FBI jagen, wobei Gibsons Figur eine mit speziellen Kräften ausgestattete Armprothese trägt. Durch die Veröffentlichung des Trailers wurde zudem bestätigt, dass Michael Keaton die Rolle des Adrian Toomes aus Spider-Man: Homecoming erneut aufnimmt.

### Dreharbeiten und Veröffentlichung
Die Dreharbeiten begannen Ende Februar 2019 in London unter dem Arbeitstitel Plasma. Als Kameramann fungierte Oliver Wood, während Stefania Cella als Szenenbildnerin tätig war. Ende März 2019 erfolgen Filmaufnahmen in Manchester, das als Kulisse für New York City diente. Im Mai 2019 wurden die Dreharbeiten nach 12 Drehwochen abgeschlossen. Weitere Nachdrehs erfolgten im Februar 2020 in Los Angeles.
Ein Trailer zum Film wurde am 13. Januar 2020 veröffentlicht. Morbius sollte ursprünglich am 30. Juli 2020 in die deutschen und am darauffolgenden Tag in die US-amerikanischen Kinos kommen. Im Zuge der COVID-19-Pandemie wurde der US-amerikanische Kinostart allerdings zunächst auf den 19. März, im Anschluss auf den 8. Oktober 2021 danach auf den 28. Januar und schließlich auf den 1. April 2022 verschoben. Dabei soll Morbius auch in IMAX-Kinos vorgeführt werden. Der Start in Deutschland ist bereits einen Tag früher geplant. Die Weltpremiere erfolgte bereits am 29. März 2022 in der Londoner Leicester Square Hall.

## Synchronisation
Die deutsche Synchronisation entstand nach einem Dialogbuch von Sven Hasper und unter der Dialogregie von Björn Schalla im Auftrag von Iyuno Germany.
| Rolle                   | Schauspieler   | Synchronsprecher  |
| ----------------------- | -------------- | ----------------- |
| Dr. Michael Morbius     | Jared Leto     | Jaron Löwenberg   |
| Loxias „Milo“ Crown     | Matt Smith     | Tobias Nath       |
| Dr. Martine Bancroft    | Adria Arjona   | Giuliana Jakobeit |
| Dr. Emil Nicholas       | Jared Harris   | Lutz Schnell      |
| Alberto Rodriguez       | Al Madrigal    | Alexander Doering |
| Simon Stroud            | Tyrese Gibson  | Tobias Kluckert   |
| Mr. Fox                 | Corey Johnson  | Tim Moeseritz     |
| Adrian Toomes / Vulture | Michael Keaton | Joachim Tennstedt |

## Rezeption

### Altersfreigabe
In den Vereinigten Staaten wurde Morbius von der Motion Picture Association mit einer PG-13-Altersfreigabe versehen. In Deutschland erhielt der Film von der FSK eine Freigabe ab 12 Jahren.

### Kritiken
Morbius konnte lediglich 15 % der 284 von Rotten Tomatoes ausgewerteten Kritiker überzeugen und kam auch bei Metacritic nicht über einen Metascore von 35 von 100 möglichen Punkten hinaus.
Die europäischen Kritiker waren teils freundlicher als die amerikanischen. Der Standard schrieb: „Recht kurzweilig und schön zum Ansehen ist Morbius, doch man darf sich fragen, wo der von Sony produzierte Film im ohnehin dicht bevölkerten Marvel-Universum andocken wird?“ Die Süddeutsche Zeitung meinte in Bezug auf Regisseur Daniél Espinosa: „Dieses Mal gelingt ihm die Balance zwischen alter und neuer Welt, zwischen europäischen Mythen und amerikanischem Genre nicht so sicher wie zuvor in Kind 44, Safe House und Life. Statt der Erdung in menschlichen Ängsten und Zweifeln zu vertrauen, lässt er sich hier von der heißen Luft der CGI-Power des modernen Kinos mitreißen.“

### Einspielergebnis
Die weltweiten Einnahmen aus Kinovorführungen belaufen sich auf 163,87 Millionen US-Dollar, von denen der Film allein 73,87 Millionen im nordamerikanischen Raum einspielen konnte. In Deutschland verzeichnete Morbius insgesamt 414.929 Kinobesucher.

### Auszeichnungen
Goldene Himbeere 2023
- Auszeichnung als Schlechtester Hauptdarsteller (Jared Leto)
- Auszeichnung als Schlechteste Nebendarstellerin (Adria Arjona)
- Nominierung als Schlechtester Film
- Nominierung für die Schlechteste Regie (Daniél Espinosa)
- Nominierung für das Schlechteste Drehbuch (Matt Sazama & Burk Sharpless)[40]